# Lara Eschbach
Lara Eschbach (* 7. Mai 1991) ist eine Schweizer Unihockeyspielerin. Sie steht beim Nationalliga-B-Vertreter UHC Waldkirch-St. Gallen unter Vertrag.

## Karriere
Eschbach begann ihre Karriere beim UHC Waldkirch-St. Gallen, bei welchem sie alle Juniorenabteilungen durchlief. 2008 debütierte sie in der ersten Mannschaft des UHC Waldkirch-St. Gallen in der Nationalliga B. In ihrer ersten Saison wurde sie fünf Mal eingesetzt. In der zweiten Saison gelangen ihr in 11 Partien drei Scorerpunkte. Eschbach konnte sich von da an stetig steigern und entwickelte sich zur Stammspielerin.
Am 25. März 2017 konnte sie mit den Damen des UHC Waldkirch-St. Gallen den Aufstieg in die Nationalliga A feiern. Nach nur einer Saison erfolgte aber der erneute Abstieg in die Nationalliga B.
Aufgrund des Saisonunterbruchs wegen der Corona-Pandemie wurde Eschbach von den Floorball Riders Dürnten-Bubikon-Rüti unter Vertrag genommen. Das Transfer-Reglement sieht vor, dass die beiden zum Restart der Nationalliga B zu ihrem Stammverein zurückkehren.